# 埃利亚斯·卡茨
埃利亚斯·卡茨（芬蘭語：Elias Katz，1901年6月22日—1947年12月26日），芬兰男子田径运动员。他曾代表芬兰参加1924年夏季奥林匹克运动会田径比赛，获得一枚金牌和一枚银牌。